# Akō
Akō (jap. 赤穂市 Akō-shi) – miasto portowe w Japonii, na wyspie Honsiu (Honshū), w prefekturze Hyōgo.
Słynie z produkcji soli morskiej, zamku, historycznych ulic, gorących źródeł (onsen) i opowieści o zemście 47 rōninów.

## Położenie
Miasto leży w południowo-zachodniej części prefektury, nad Morzem Wewnętrznym, u ujścia rzeki Chikusa. Graniczy z miastami: Aioi (od wschodu), Bizen (od zachodu). 
Na południe wychodzi na otwarte morze przybrzeżne Harima-nada (część Morza Wewnętrznego), a linia brzegowa zajmuje róg Parku Narodowego Seto Naikai.

## Sól z Akō
Miasto zbudowało swoją pozycję gospodarczą w oparciu o produkcję soli morskiej, której historia sięga okresu Nara (710–784). Znaczenie soli z Akō wzrosło w okresie Edo (1603–1867), gdy w Banshū Akō powstał duży taras soli (salina) pozyskiwanej metodą irihama, które przynosiło dochody domenie feudalnej (han) Akō. 
W 2019 roku historia jej produkcji została uznana za dziedzictwo Japonii. 
W Japonii sól jest tradycyjnie wykorzystywana nie tylko w celach kulinarnych, ale także w wielu rytuałach związanych m.in. ze: ślubami, narodzinami dzieci, sportem (sumō). Proces produkcji soli morskiej jest częścią japońskiej historii, a jest to wyjątkowo prawdziwe w pionierskim regionie Akō. Delikatny, ale bogaty jej smak oraz różnorodność zastosowań kulinarnych sprawia, że jest niezbędna w japońskich domach.
Galeria: Ako Marine Science Museum, „kraina soli”

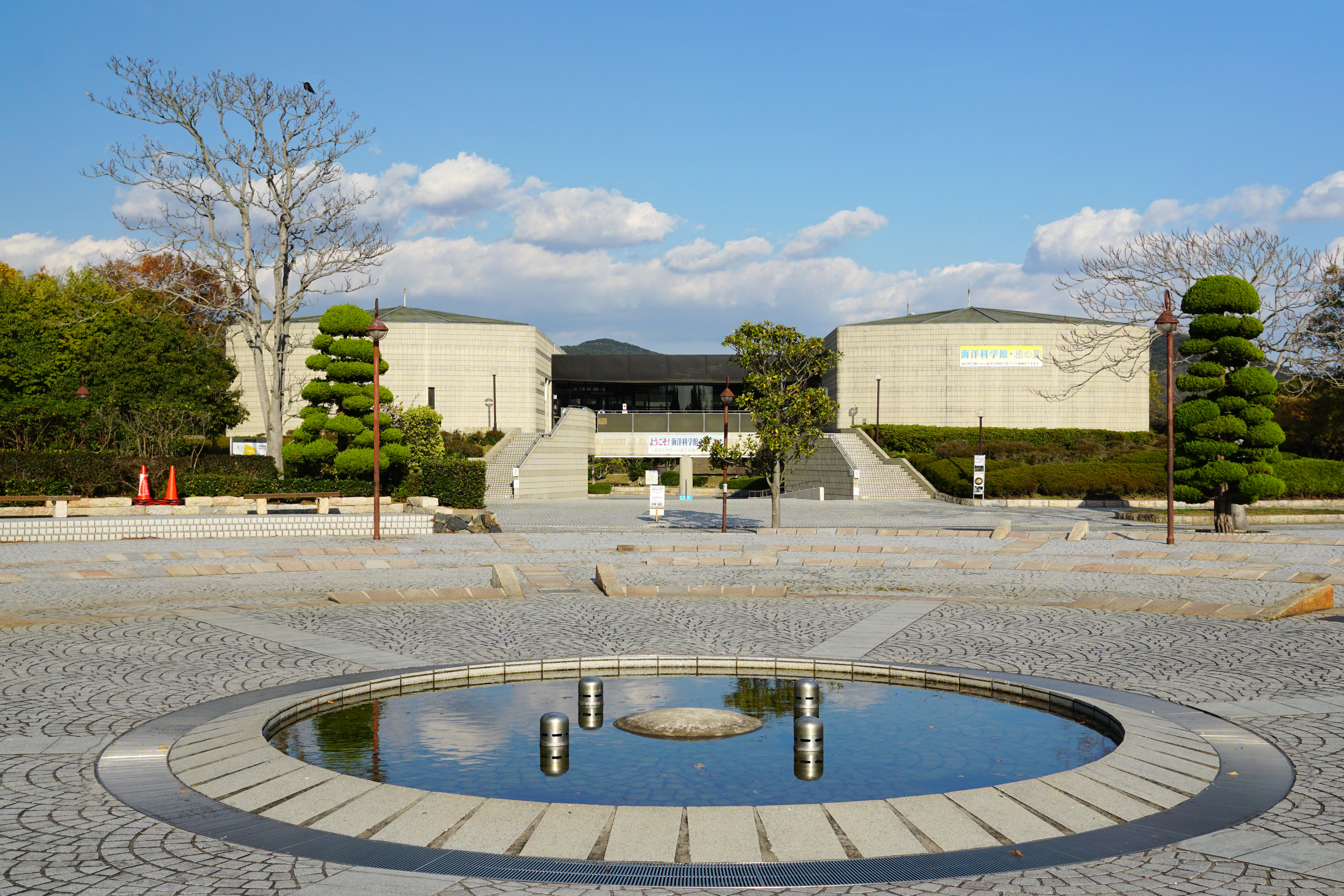
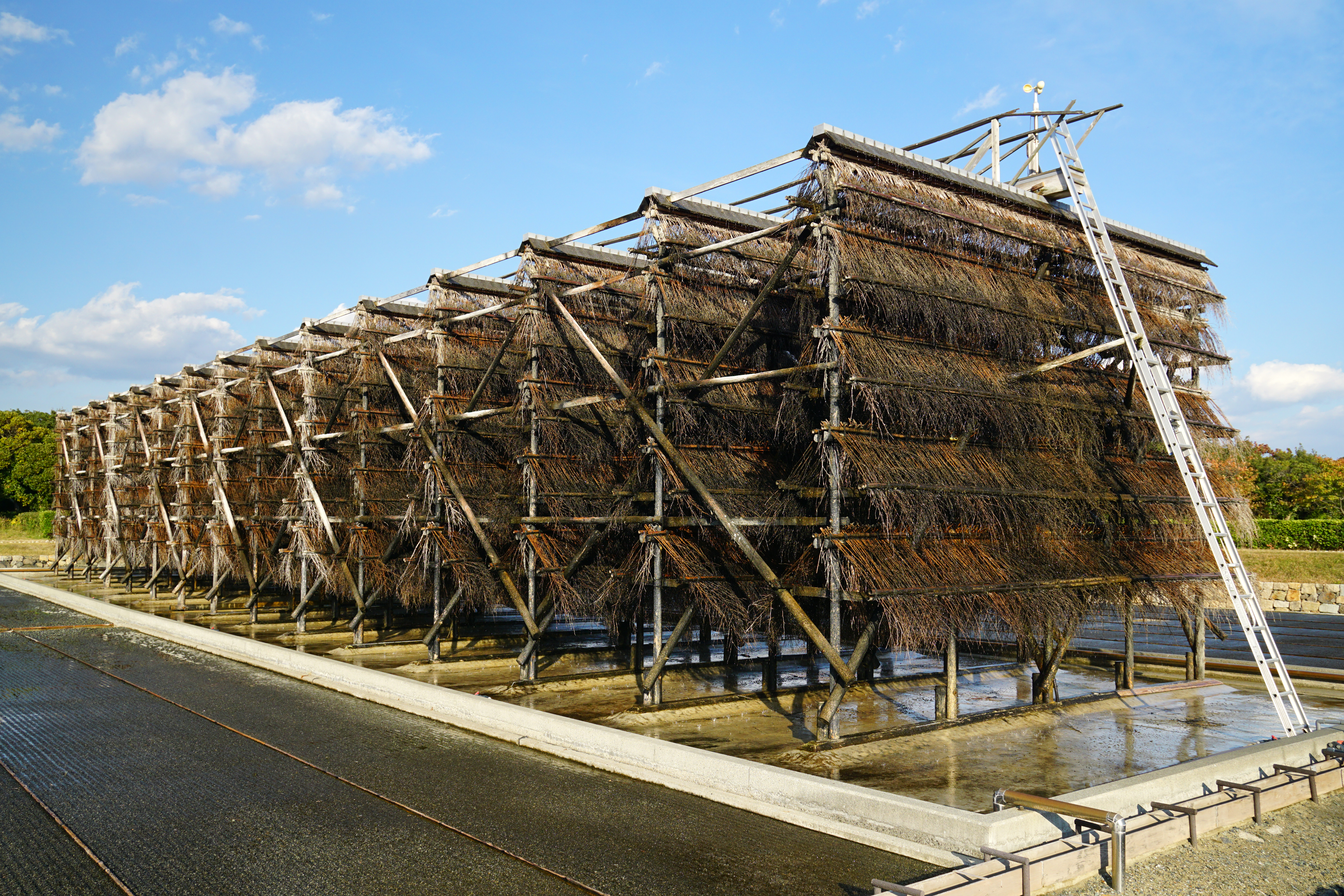
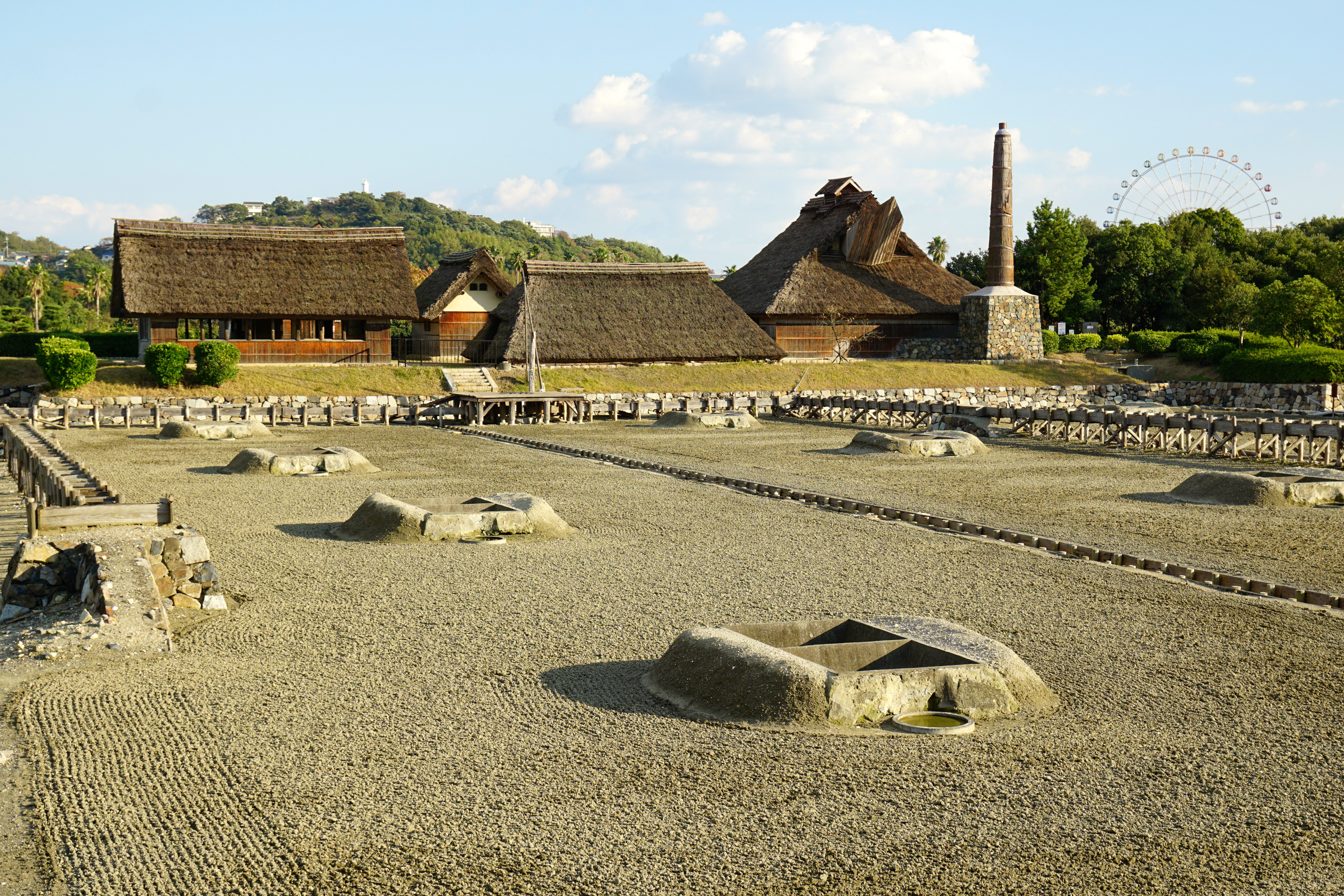

Uwagi
1. ↑  Banshū → dawna nazwa obecnej części prefektury Hyōgo.
2. ↑  Od czasów starożytnych sól była produkowana w Japonii unikalną metodą: wpierw wytwarzano koncentrat soli (około 20%) z wody morskiej, a następnie gotowano go w celu skrystalizowania soli. Jest to metoda konieczna, ponieważ w Japonii nie ma słonych jezior ani soli kamiennej, a produkcja soli przy użyciu naturalnego parowania słonecznego jest niemożliwa w klimacie o obfitych opadach deszczu i wysokiej wilgotności. Istniały różne rodzaje pól/tarasów solnych: (1) agehama (usypane tarasy solne, ograniczone wałami, znajdowały się nad poziomem morza; tworzono je poprzez spłaszczenie podłoża, utwardzenie gliną i nałożenie warstwy piasku; woda morska, przenoszona ręcznie, była spryskiwana na piasek), (2) irihama (w przypadku metody kanałów woda morska nie była przenoszona ręcznie, ale wlewana na pole poprzez wykorzystywanie różnic pływów morza), (3) ryūka (metoda pochyłych tarasów, pokrytych gliną lub folią, a następnie drobnym żwirem, z wykorzystaniem stojaków do parowania, wykonanych z drobnych gałązek bambusa; zastąpiła metodę kanałową, była stosowana w latach 60. i 70. XX wieku).

## Akō Gishi-sai
W okresie Edo hanowi Akō wiodło się dobrze i był słynny dzięki produkcji soli morskiej wysokiej jakości. Jednak miasto jest obecnie w świecie bardziej znane z licznych dzieł literackich i sztuk teatralnych (w różnych wersjach), takich jak jedna z pierwszych, przedstawianych wpierw na scenie teatru lalek, a następnie adaptowanej dla kabuki pt.: Kanadehon chūshingura (Wzór liter, czyli skarbiec wiernych wasali, 1748), opisującej zemstę czterdziestu siedmiu rōninów za ich pana, daimyō Akō, Naganori Asano.
Na pamiątkę tamtych wydarzeń z lat 1701–1703, w dniu 14 grudnia w mieście odbywa się co roku festiwal Akō Gishi-sai. Jedna z parad odtwarza ten czyn.
Galeria: Parada w trakcie Akō Gishi-sai

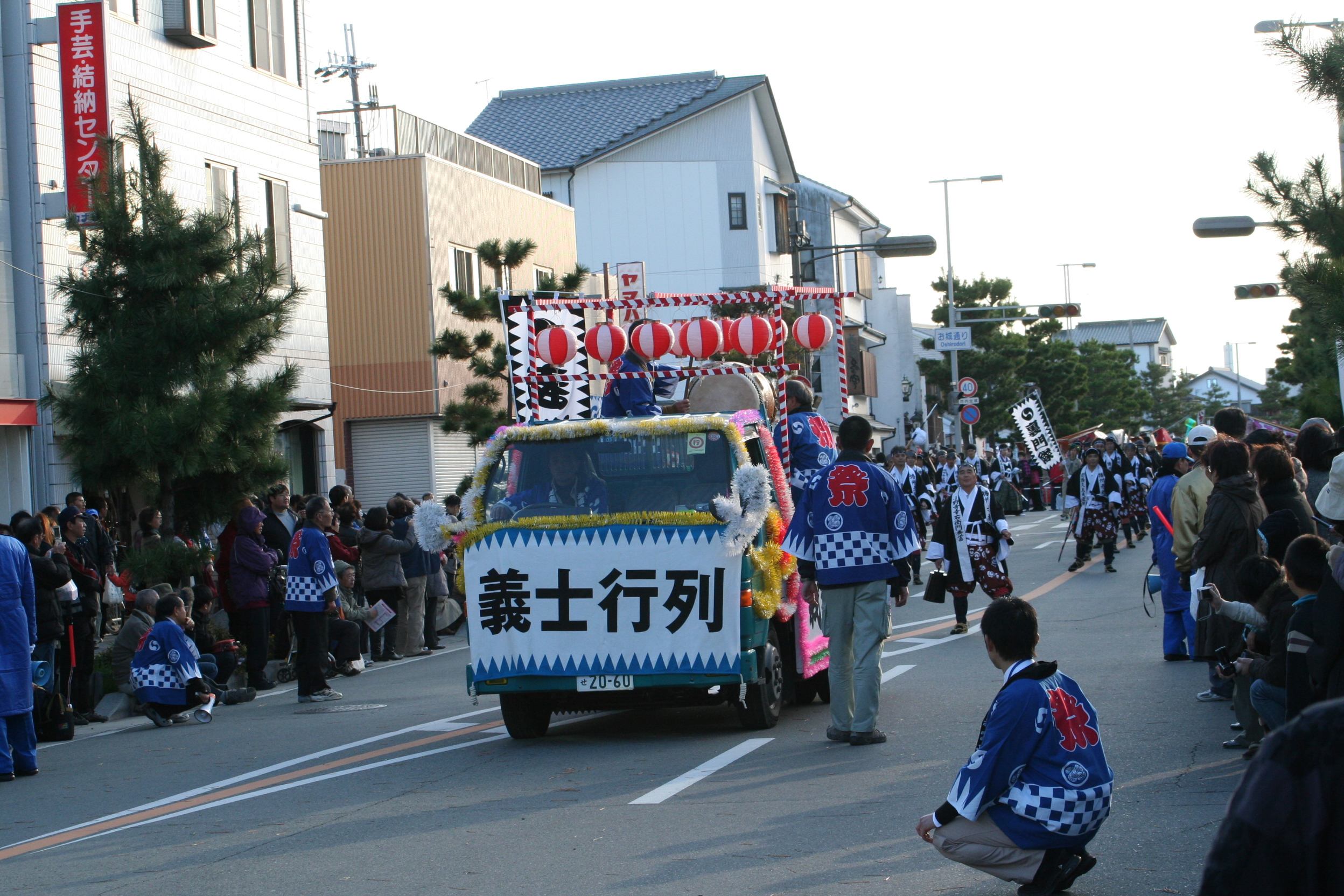
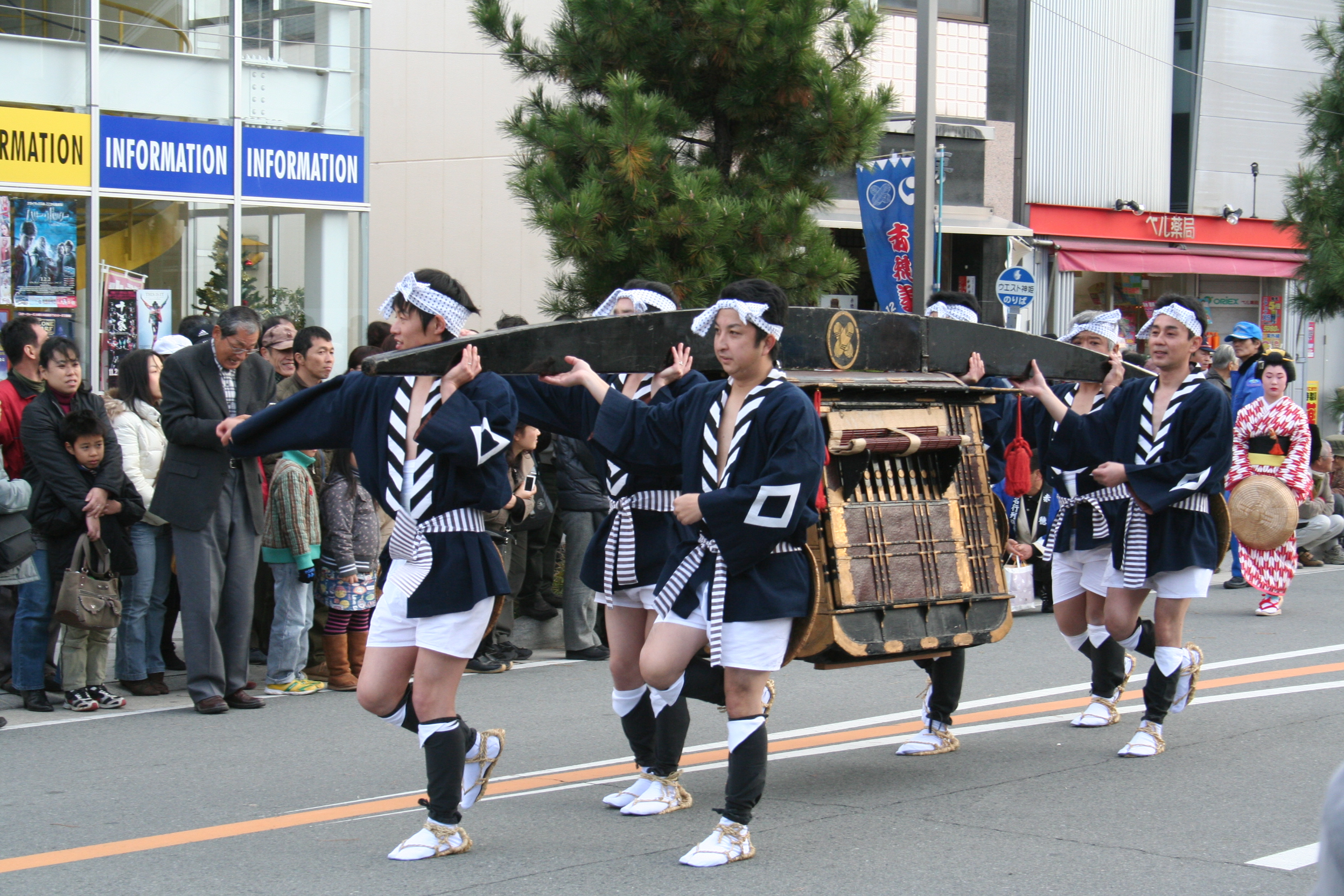
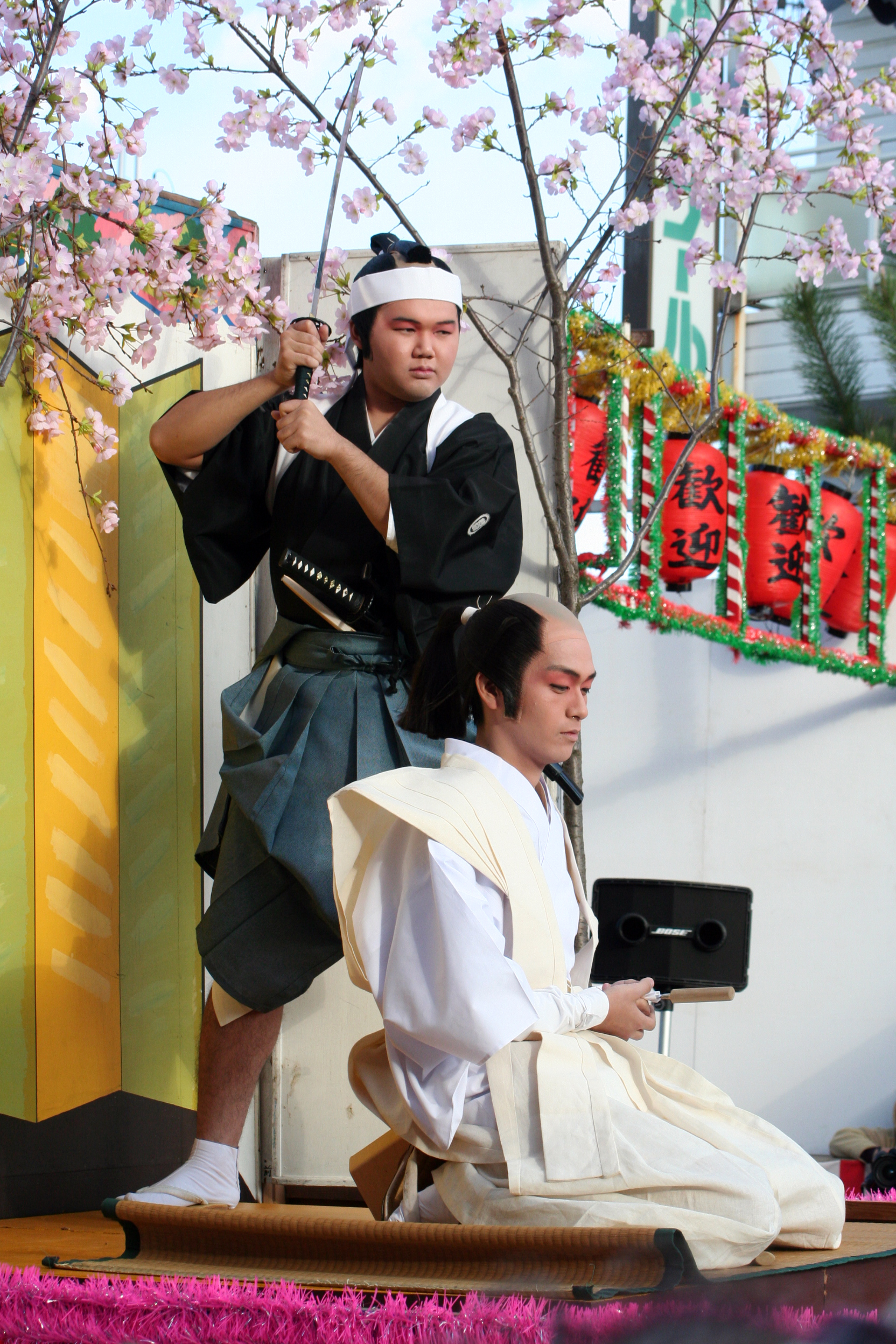
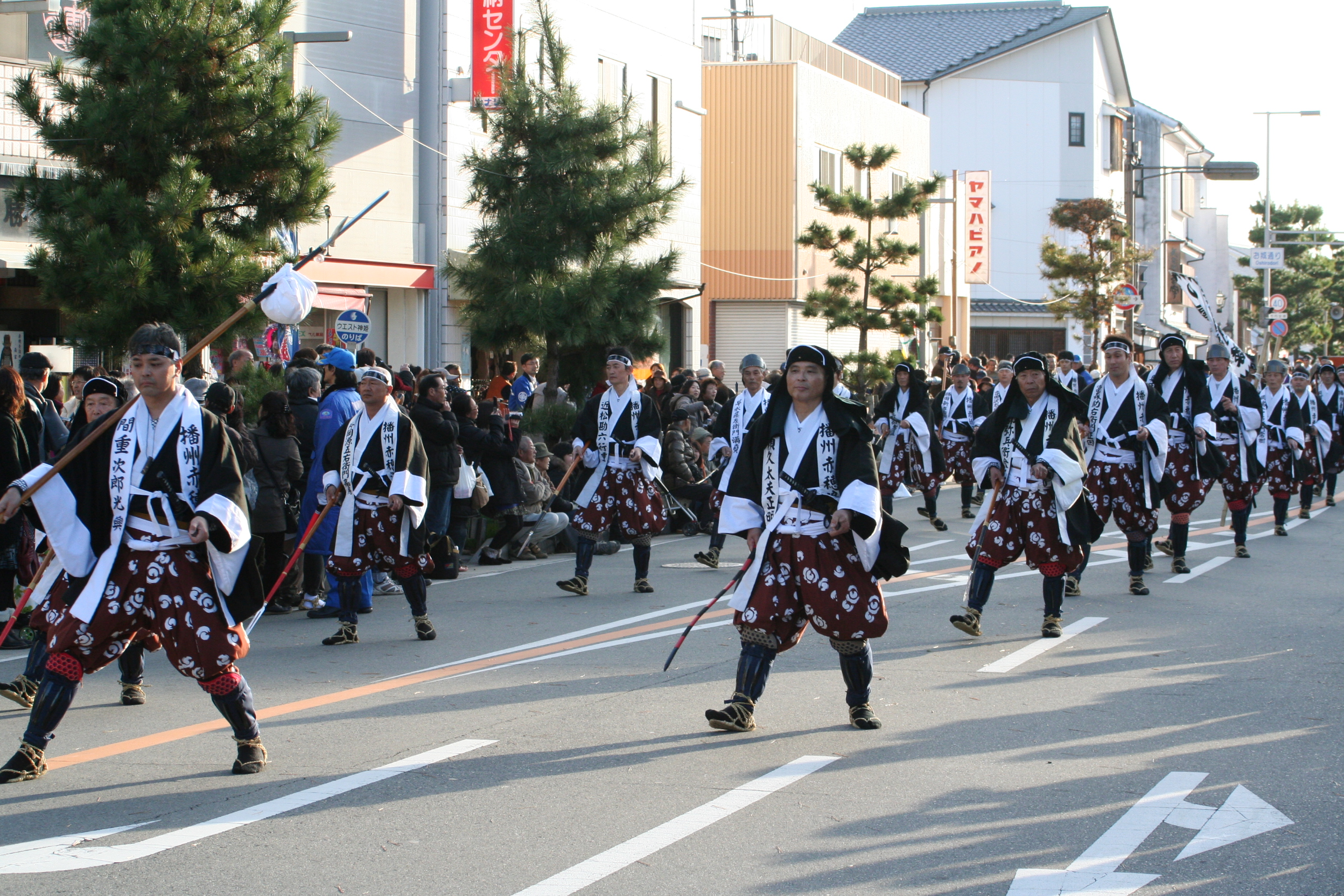
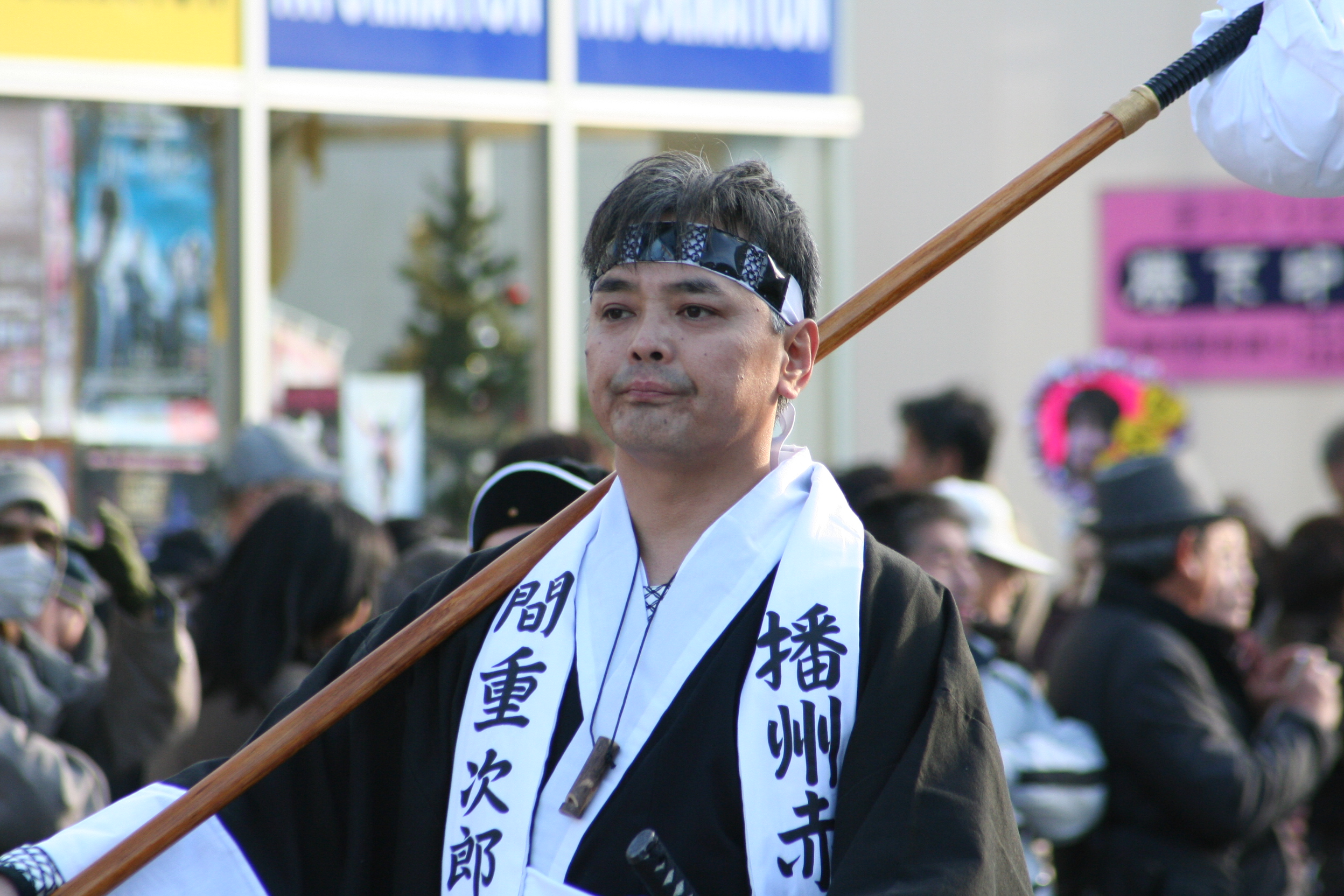

## Hata no Kawakatsu
Hata no Kawakatsu żył na przełomie V i VI wieku (daty urodzin i śmierci nieznane) i był legendarną postacią japońskiego folkloru. Przypisuje mu się wprowadzenie do obrzędów shintō rytualnych tańców kagura w VI wieku. Jest również uważany za protoplastę linii dziedzicznej, która obejmuje wielu największych dramaturgów i aktorów teatru nō, takich jak Zeami. Był uważany za głowę klanu Hata i stratega dla księcia Shōtoku (574–622), ale istnieje również opinia, że był bogatym kupcem i zajmował się sprawami finansowymi dworu cesarskiego, a jego potęga finansowa umożliwiła mu udział w budowie Heian-kyō (starożytnej stolicy w miejscu obecnego Kioto) i chramu Ise-jingū.
W legendach jest przedstawiany także jako reinkarnacja lub potomek pierwszego cesarza Chin, Qin Shi Huanga (ur. 259 p.n.e., zm. 210 p.n.e.). 
Zakłada się, że jeśli Kawakatsu naprawdę istniał, to prawdopodobnie był imigrantem z Chin lub kimś z dalszych stron, który dotarł do Japonii poprzez Chiny.
Legenda mówi, że Kawakatsu często odwiedzał region Akō, zmarł tu i został pochowany w świętym miejscu spoczynku Ōsake-jinja O-tabisho na małej wyspie Iku (lub Iki) w zatoce Sakoshi. Natomiast właściwy chram Ōsake-jinja znajduje się blisko na drugim brzegu w dzielnicy Sakoshi miasta Akō i jest poświęcony Kawakatsu jako bóstwu.
Galeria: Legenda Kawakatsu

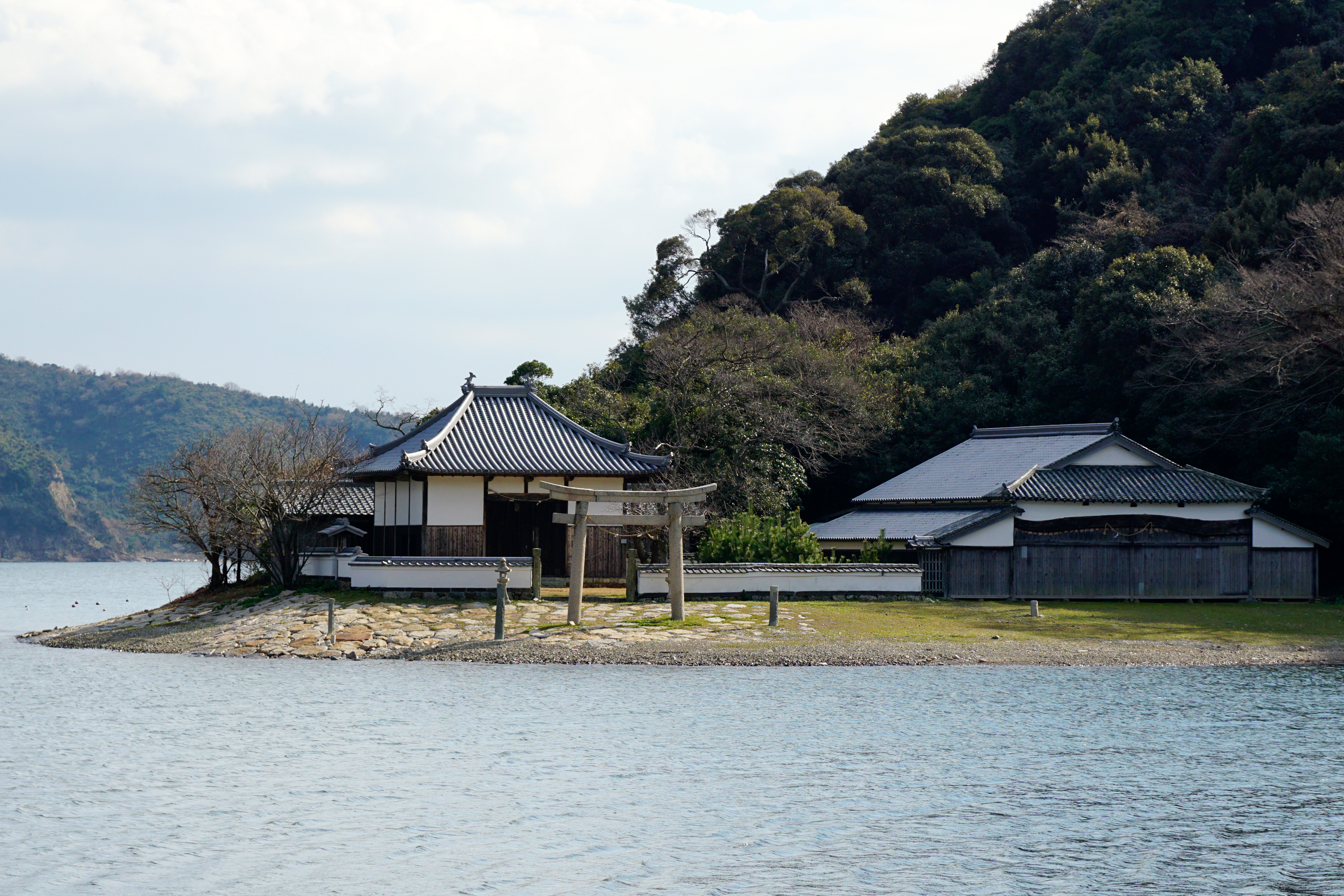
O-tabisho na wyspie Iku
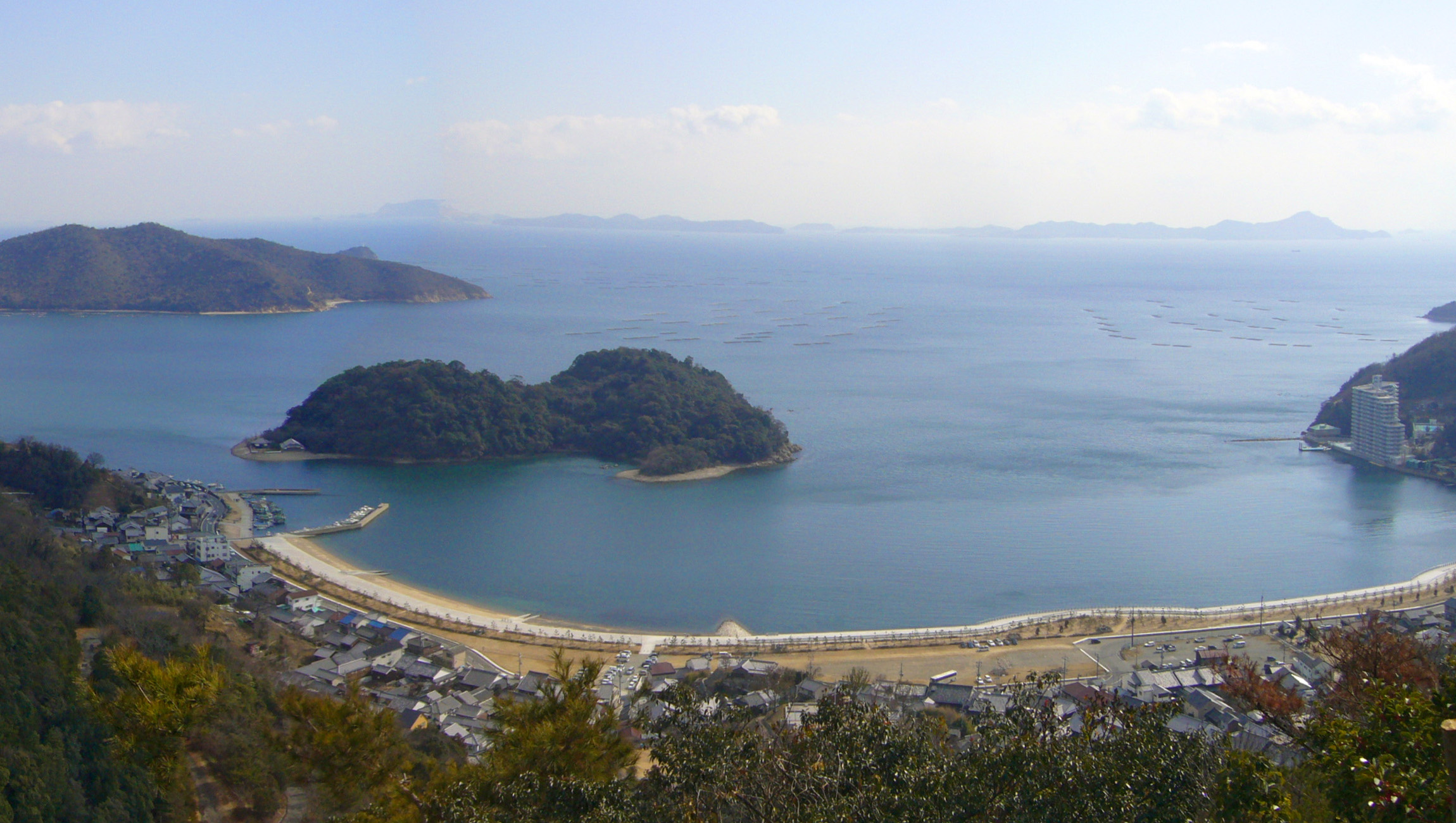
Wybrzeże Sakoshi i wyspa Iku
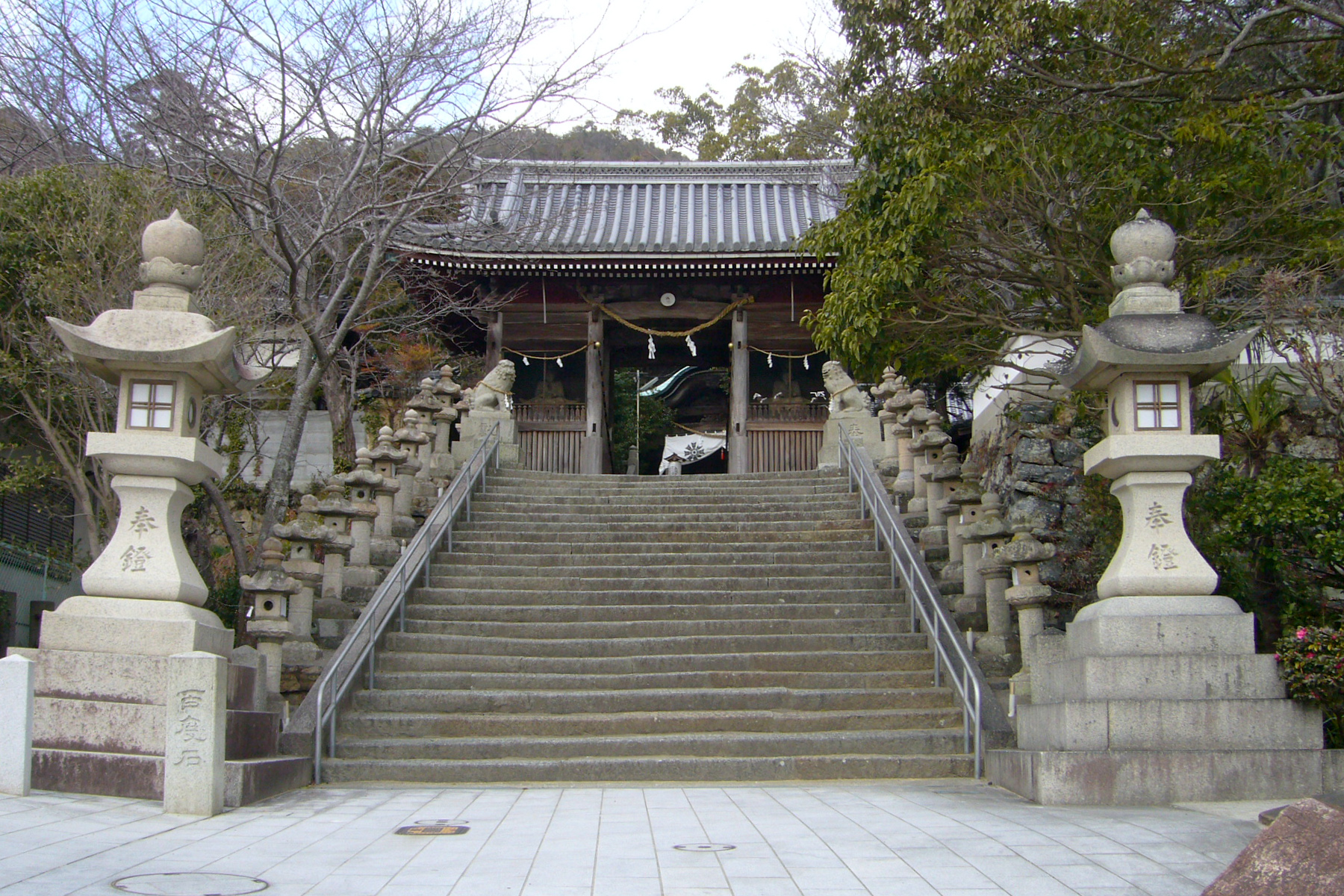
Ōsake-jinja w Akō
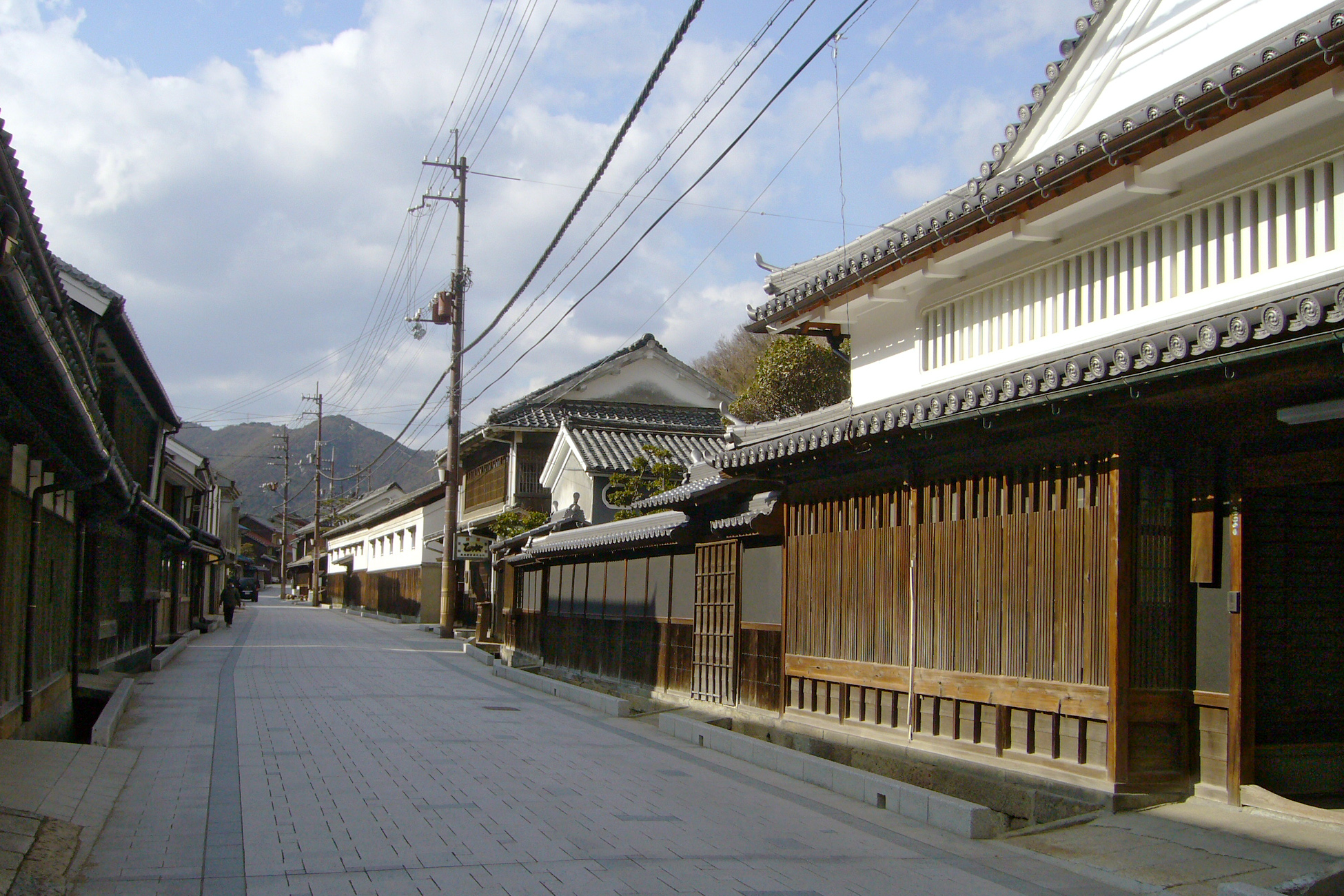
Główna ulica Sakoshi